# Anisoneura hypocyanea
Anisoneura hypocyanea är en fjärilsart som beskrevs av Achille Guenée 1852. Anisoneura hypocyanea ingår i släktet Anisoneura och familjen nattflyn. Inga underarter finns listade i Catalogue of Life.